# Technique pour une vengeance
Pour plus de détails, voir Fiche technique et Distribution.
Technique pour une vengeance (El sabor de la venganza) est un western mexicain sorti en 1971, réalisé par Alberto Mariscal.

## Synopsis
Une veuve engage un tueur professionnel pour qu'il entraîne son fils afin de venger la mort de son époux. Mais la vengeance devient une obsession.

## Fiche technique
- Titre français : Technique pour une vengeance[2] ou Vengeance[3]
- Titre original espagnol : El sabor de la venganza
- Réalisation : Alberto Mariscal
- Scénario : Toni Sbert, Alberto Mariscal, Joe Morheim
- Musique : Rubén Fuentes
- Production : Wally Brody, Mauricio Walerstein, Juan-Fernando Perez-Gavilan pour Cinematografica Marte
- Photographie : Xavier Cruz[4]
- Montage : José Juan Munguía[4]
- Pays de production :  Mexique
- Dates de sortie : 
  - Mexique : 29 avril 1971[3]
  - France : 1973, distribué en province[2]

## Distribution
- Isela Vega : Sara Carson
- Helena Rojo : Rina Pittman
- Jorge Luke : Judd Carson
- Cameron Mitchell : Huck
- Rogelio Guerra : Joe Carson
- Mario Almada : Al Gibson
- Enrique Lucero : Lobo
- Carlos East : Collins
- Nicholas Georgiade : Neil Robertson
- Arthur Hansel : Sam Pittman
- Roger Cudney :
- John Kelly
- Honorato Magaloni
- José Chávez
- Antonio Raxel : Hank, shérif
- Raymundo Capetillo
- Hernando Name